# Asociación de Football de Santiago
La Asociación de Football de Santiago (AFS) fue una asociación de clubes de fútbol de Chile, con sede en la ciudad de Santiago, fundada el 15 de mayo de 1903 y oficializada el 28 de mayo de ese año.
El 19 de abril de 1927, por disposición de la Federación de Football de Chile, se fusionó con la Liga Metropolitana de Deportes, la Liga Santiago de Football y la Liga Nacional Obrera de Football, denominándose desde ese momento como Liga Central de Football de Santiago (LCF), hasta que en 1930 volvió a adoptar su denominación original.
En 1934, la AFS acogió en su seno a la Liga Profesional de Football (LPF), fundada en 1933, y se constituyeron dos secciones: la Sección Profesional y la Sección Amateur de la Asociación de Football de Santiago. Esta unión perduró hasta el 19 de mayo de 1938, fecha en que la Asociación de Football Profesional de Santiago —denominación de la Sección Profesional en 1937— se independizó de la AFS bajo el nombre de Asociación Central de Fútbol de Chile, actual Asociación Nacional de Fútbol Profesional.

## Historia

### Antecedentes
A comienzos del siglo XX, en Santiago no existía ningún tipo de organización que agrupara a los diversos clubes de fútbol que iban apareciendo y, en consecuencia, no se disputaba ninguna clase de torneo, a diferencia de lo que sucedía en Valparaíso, donde, desde 1895, funcionaba la Football Association of Chile y existía un campeonato anual. En la capital, la actividad futbolística se limitaba a partidos amistosos y, ante la falta de organización que unificara las reglas, era común que los jugadores cambiaran continuamente de club.

### Fundación
Ante el creciente número de equipos (según El Mercurio, alrededor de 50), se hacía «...indispensable la formación de la Asociación en Santiago». Así, para el día viernes 15 de mayo de 1903, a las 21:00 horas, se efectuó una reunión entre los representantes de 14 clubes de fútbol de Santiago en el edificio de la Bolsa de Comercio a fin de echar las bases para constituir la Asociación de Football de Santiago (AFS).
La fecha oficial del nacimiento de la AFS fue el 28 de mayo de 1903 y su primer directorio, de carácter provisorio, fue conformado por: Julio Subercaseaux (de Santiago National) como presidente honorario; José A. Alfonso (de Atlético Unión) como presidente; Jorge Philips como vicepresidente; Óscar Diener (de Santiago National) como tesorero; Jorge Dan Ewing (de Atlético Unión) como secretario; y Luis de la Carrera (de Thunder) como prosecretario.
Aprobados sus estatutos y legalmente constituida la asociación, en gran asamblea eligió su primer directorio efectivo, siendo elegido presidente, Joaquín Cabezas, quien posteriormente fue director del Instituto Superior de Educación Física.

### Inicios
En su primera reunión ordinaria, el reciente directorio de la asociación, en presencia de representantes de 16 clubes, acordó restringir la inscripción, dada la gran cantidad de equipos, y dividir a los clubes en dos categorías: una Primera División, integrada por Atlético Unión, Thunder, Santiago National, Scotland F. C., Tucapel F. C., Deutscher Turnverein, Britannia, Victoria e Instituto Pedagógico F. C.; y una Segunda División, integrada por Victoria Rangers, Chile F. C., el segundo equipo de Thunder, Cambridge, Bandera de Chile, Balmaceda F. C., Brasil F. C., Victorioso, Wilmington y Chilean Star.
El campeonato de Primera División, cuyo título en disputa era la Copa Subercaseaux (donada por Julio Subercaseaux, presidente honorario
de la AFS), comenzó el día 31 de mayo de 1903, ante una presencia de «...no menos de tres mil personas». Su escenario fue el Parque Cousiño de Santiago y el primer campeón fue Atlético Unión, que venció en la final a Thunder. Por otro lado, en el campeonato de Segunda División, celebrado en Quinta Normal, se disputó la Copa Junior, cuyo campeón fue Victoria Rangers, que derrotó en la final a Cambridge. Luego, en 1906, la Copa Subercaseaux pasó a denominarse Copa Unión. En la final de 1909, Gimnástico derrotó a National Star por 2:0 en la Cancha del Carmen.
En 1904 es aceptado como miembro de la AFS un equipo llamado Baquedano, que pocos meses después cambiaría su nombre por Magallanes Atlético, pasando rápidamente a llamarse Magallanes Football Club y en 1922, Club Social y Deportivo Magallanes, uno de los fundadores del profesionalismo en el fútbol chileno y el primer campeón de la Primera División de Chile en el campeonato profesional de 1933.
A 1923, la AFS anotaba en sus registros 27 clubes afiliados, que se encontraban divididos en cinco series, con ochenta equipos, para los cuales había premios anuales, colectivos, para los clubes e individuales para los mejores jugadores. Las actividades de la asociación, en ese año, se desarrollaban en las canchas Independencia N.º 1 y N.º 2, que vinieron a reemplazar a la antigua Cancha del Carmen, y en las del «Santiago Magallanes» y en otras de sus clubes afiliados. También desarrolló encuentros en el Estadio Santa Laura y en el Estadio Policial.

### Las asociaciones capitalinas
En un comienzo, la AFS no presentó mayores deseos de generar una organización amplia que fuera integrando a la multitud de clubes que se iban formando en Santiago, sino más bien restingirla a cierto tipo de clubes. A raíz de esto, surgieron en los primeros años del siglo XX varias asociaciones de fútbol en Santiago, entre las cuales destacan la Asociación Arturo Prat (1905), la Asociación Obrera de Fútbol (1906), la Asociación José Arrieta (1907), la Asociación Nacional de Fútbol (1908), la Liga Santiago (1914) y la Liga Metropolitana (1917), entre otras.

### La búsqueda de la organización: la Liga Central de Football de Santiago
En conformidad a la unificación de las federaciones del fútbol nacional, acontecida en 1926, en sesión del 19 de abril de 1927 se acordó poner en vigencia el pacto de fusión de las principales ligas y asociaciones de Santiago, y se constituyó la Liga Central de Football de Santiago (LCF):

«En esta fecha quedan desafiliadas la Liga Metropolitana de Deportes, la Liga Santiago de Football, la Liga Nacional Obrera de Football y la Asociación Santiago de Football y reconocida la nueva entidad, denominada Liga Central de Football de Santiago».

Las mayores discrepancias del proceso de fusión estribaron en la parte económica, es decir, en la liquidación de los activos y pasivos de ligas. A este punto se llegó al acuerdo de que los propios clubes financiarían sus propios débitos o los paliarían con préstamos de la Federación de Football de Chile. Otra dificultad fue la gran cantidad de equipos que iba a componer la LCF, la cual, acordó la siguiente distribución de los clubes por liga: la Asociación de Football de Santiago y la Liga Metropolitana de Deportes, con 23 clubes cada una; y la Liga Nacional Obrera de Football y la Liga Santiago de Football, con 16 clubes cada una; esto es, 78 equipos en total. Se estableció que la competición iniciaría el 22 de mayo de 1927, con la división de nueve series confeccionadas por sorteo: las seis primeras con nueve clubes y las tres últimas con ocho. Se determinó, además, que todos los participantes serían considerados como de Primera División, habiéndose dejado constancia de no fijar una Serie de Honor (pese a que hay registros de que efectivamente se disputó). Se acordó que los tres últimos posicionados de cada serie no podrían competir en 1928, esto es, serían disueltos, y se obligó a los clubes a fusionarse para robustecer su capacidad futbolística ante la eventual eliminación al final de la temporada, como prosecución progresiva por un período de tres temporadas, reducción que concluiría con 20 equipos, según la Federación de Football de Chile.
En 1928 el campeonato fue conformado por 57 clubes y seis series: las series A, B y C estuvieron integradas por 10 participantes; y las series D, E y F por 9 participantes.
En 1929, los 40 equipos componentes de la Liga Central de Football de Santiago, fueron agrupados en tres divisiones: Primera, Segunda y Tercera; esta última subdividida a su vez en dos series.
En 1930, la Federación de Football de Chile designó un comité a fin de dictar una nueva reglamentación y organización de la Liga Central de Football de Santiago, institución que, de acuerdo con lo dispuesto en un decreto gubernativo de julio de ese año, sobre la organización de los deportes, volvió a denominarse Asociación de Football de Santiago o Asociación de Foot - Ball de Santiago, con domicilio en la provincia de Santiago, Región Metropolitana de Santiago y personalidad jurídica concedida por Decreto Supremo de Justicia N.º 469, de fecha 21 de febrero de 1930. A su vez, los treinta equipos que quedaron militando en la asociación, fueron divididos en tres series, Primera, Segunda y Tercera, mientras que nueve de los equipos participantes en 1929, quedaron fuera de la competencia oficial y de los registros de la Asociación de Football de Santiago, esto bajo la determinación del comité designado por la Federación de Football de Chile. La División de Honor de 1930 estuvo compuesta por Audax Italiano, Santiago Badminton, Carabineros, Colo-Colo, Gimnástico Arturo Prat, Green Cross, Magallanes, Santiago, Santiago National y Unión Deportiva Española.

### Nacimiento de la Sección Profesional y la Sección Amateur
A fines de 1932, los conflictos entre los clubes denominados «grandes» y la AFS se hicieron insostenibles, lo que causó la escisión de éstos para formar la Liga Profesional de Football de Santiago (LPF), primera organización oficial de fútbol profesional en el país y antecedente de la actual Asociación Nacional de Fútbol Profesional de Chile (ANFP). Si bien, en un principio, la AFS se negó a reconocer a la nueva entidad, en 1934, y por disposición de la Federación de Fútbol de Chile, terminó por reincorporar a los clubes disidentes dentro de sus filas, de manera que quedó constituida por dos secciones:
- Sección Profesional de la Asociación de Football de Santiago: compuesta por una División de Honor, que constituye parte del historial de la actual Primera División de Chile, y por una Serie B, competición intermedia. Dentro de esta sección, además, se disputó el Campeonato de Apertura 1934 y el Campeonato Relámpago 1935.
- Sección Amateur de la Asociación de Football de Santiago: compuesta por una División de Honor y divisiones inferiores. Antes de la integración de la LPF, la División de Honor constituía la Primera División de la Asociación de Football de Santiago.

### Últimos registros y desaparición
En febrero de 1937, la Sección Profesional de la Asociación de Football de Santiago desapareció por el hecho de haberse dado nacimiento a una nueva agrupación que fuera exclusiva para clubes rentados: la Asociación de Fútbol Profesional de Santiago, hasta que el 19 de mayo de 1938 adoptó el nombre de Asociación Central de Fútbol de Chile (ACF), sucedida desde 1987 por la actual Asociación Nacional de Fútbol Profesional de Chile (ANFP).
Por su parte, la Asociación de Football de Santiago, con sede en Recoleta, continuó sus actividades con competiciones muy disputadas, siempre bajo el amateurismo, existiendo registros de competiciones disputadas en el año 1947, como la Copa Unión, la Copa República y la Copa Chile. Sin embargo, muchos de sus clubes fueron desapareciendo, sin haber renovación, debido a los nacimientos de otras asociaciones. Fueron tantos los clubes extintos, que no pudo seguir participando en las clasificatorias regionales, teniendo representación hasta el año 2003.
En diciembre de 2004, en virtud del Decreto N.º 3372, se aprobaron reformas a los estatutos de la asociación, la que pasó a denominarse Asociación Deportiva de Foot - Ball de Santiago, pudiendo actuar ante las autoridades deportivas, políticas y administrativas, y ante órganos públicos y privados con el nombre de Asociación Deportiva «Asofútbol Santiago».
Finalmente, la Asociación Deportiva de Football de Santiago oficializó su fin el 30 de julio de 2009, con la desafiliación solicitada a la Federación de Fútbol de Chile.[cita requerida] En ese último año se encontraban registrados los siguientes clubes: 6 de Enero, Almirante Latorre, Ferroviarios, Gimnástico Arturo Prat, Juventud Ballesteros, Juventud Beltrán, Liverpool Wanderers, Nacional El Salto, Unión La Obra y Unión Paraguay.

## Historial
Para un mejor detalle de los distintos torneos y series de la división véase Historial de la Asociación de Football de Santiago
La siguiente tabla muestra los campeones de la Asociación de Football de Santiago desde 1903 hasta 1932, último campeonato antes de que los ocho mejores clubes de la División de Honor de la Asociación se retiraran para formar el Campeonato de la Liga Profesional de Football en 1933.
| Temporada                            | Torneo                             | Campeón                            | Subcampeón                         |
| Asociación de Football de Santiago   | Asociación de Football de Santiago | Asociación de Football de Santiago | Asociación de Football de Santiago |
| ------------------------------------ | ---------------------------------- | ---------------------------------- | ---------------------------------- |
| 1903                                 | Copa Subercaseaux                  | Atlético Unión                     | Thunder                            |
| 1904                                 | Copa Subercaseaux                  | Atlético Unión                     | Thunder                            |
| 1905                                 | Medallas Unión                     | Atlético Unión                     | Thunder                            |
| 1906                                 | Copa Unión                         | No finalizó                        | No finalizó                        |
| 1907                                 | Copa Unión                         | Loma Blanca                        | Thunder                            |
| 1908                                 | Copa Unión                         | Magallanes                         | Santiago National                  |
| 1909                                 | Copa Unión                         | Gimnástico                         | National Star                      |
| 1910                                 | Copa Unión                         | Gimnástico                         | English                            |
| 1911                                 | Copa Unión                         | Eleuterio Ramírez                  | Santiago National                  |
| 1912                                 | Copa Unión                         | Gimnástico                         |                                    |
| 1913                                 | Copa Unión                         | Magallanes                         | Arco Iris, Gimnástico y Wellington |
| 1914                                 | Copa Unión                         | Arco Iris                          | Instituto Nacional                 |
| 1915                                 | Copa Unión                         | Instituto Nacional                 | Gimnástico                         |
| 1916                                 | Copa Unión A                       | Magallanes                         | Instituto Nacional                 |
| 1917                                 | Copa Unión A                       | Cinco de Abril                     | Arco Iris                          |
| 1918                                 | Copa Unión A                       | Eleuterio Ramírez                  | Liverpool                          |
| 1919                                 | Copa Unión                         | Arco Iris, Liverpool y Gimnástico  | Eleuterio Ramírez                  |
| 1920                                 | Copa Unión                         | Ibérico Balompié y Magallanes      | Ibérico Balompié y Magallanes      |
| 1921                                 | Copa Unión                         | Gimnástico y Brigada Central       | Gimnástico y Brigada Central       |
| 1922                                 | Copa Unión                         | Brigada Central y Audax Italiano   | Brigada Central y Audax Italiano   |
| 1923                                 | Copa Unión                         | Internado                          | Brigada Central                    |
| 1924                                 | Copa República                     | Jorge V                            | Brigada Central                    |
| 1924                                 | Copa Chile                         | Unión Deportiva Española           | Santiago                           |
| 1925                                 | Copa República                     | Brigada Central                    | Gimnástico                         |
| 1925                                 | Copa Chile                         | Unión Deportiva Española           | Internado                          |
| 1926                                 | Copa República                     | Brigada Central                    | Gimnástico                         |
| 1926                                 | Copa Chile                         | Santiago                           |                                    |
| Liga Central de Football de Santiago |                                    |                                    |                                    |
| 1927                                 | Serie de Honor                     | Brigada Central                    | Audax Italiano                     |
| 1928                                 | Serie A                            | Unión Deportiva Española           | Liverpool Wanderers                |
| 1928                                 | Serie B                            | Brigada Central                    | Unión Sportivo Mac Kay             |
| 1928                                 | Serie C                            | Santiago                           | Loma Blanca                        |
| 1928                                 | Serie D                            | Teniente Godoy                     | Carioca                            |
| 1928                                 | Serie E                            | Magallanes                         | Santiago National                  |
| 1928                                 | Serie F                            | Colo-Colo                          | Gimnástico Arturo Prat             |
| 1929                                 | Primera División                   | Colo-Colo                          | Carabineros de Chile               |
| Asociación de Football de Santiago   |                                    |                                    |                                    |
| 1930                                 | División de Honor                  | Colo-Colo                          | Badminton                          |
| 1931                                 | División de Honor                  | Audax Italiano                     | Magallanes                         |
| 1932                                 | División de Honor                  | Audax Italiano y Colo-Colo         | Audax Italiano y Colo-Colo         |

## Presidentes

### Presidentes de la Asociación de Football de Santiago (1903-1926)
Los presidentes que rigieron a la Asociación de Football de Santiago, hasta 1923, fueron:
- 1903: Joaquín Cabezas.
- 1904: José Alfonso.
- 1905: Agustín Edwards Mac-Clure, Ricardo Lyon Pérez y Arturo Izquierdo.
- 1906 - 1907: Maximiliano del Campo.
- 1908: Fernando Schultz.
- 1909: Carlos Amtmann.
- 1910: Alcibíades Vicencio.
- 1911: Jorge Westman y Jorge Dalgalarrando.
- 1912 - 1913: Emilio Gómez Ríos.
- 1914 - 1918: Héctor Arancibia Laso.
- 1919 - 1923: Ángel Morales.
- 1925: Guillermo Sommerville.[40]
- 1926: Arturo Flores Conejeros.[40]

### Presidentes de la Liga Central de Football de Santiago (1927-1929)
- 1928: Guillermo Doren.
- 1929: Guillermo Sommerville.[41]

### Presidentes de la Asociación de Football de Santiago (1930-1934)
- 1930 - 1931: Ithel Steward.[42]
- 1932 - 1933: Alfredo Guzmán Cabernet.[43][44]
- 1934: Carlos Concha.[45]

### Presidentes de la Asociación de Football de Santiago (1934-1936)

#### Directorio general unificado
- 1934: Carlos Aguirre.[46]

| Sección Profesional de la Asociación de Football de Santiago - 1934: Guillermo Matte Hurtado. - 1934 - 1935: Simón Martínez. - 1936: Rodolfo Alonso Vial. | Sección Amateur de la Asociación de Football de Santiago - 1934: Carlos Concha. |